# Serieåret 1939

## Händelser

### Maj

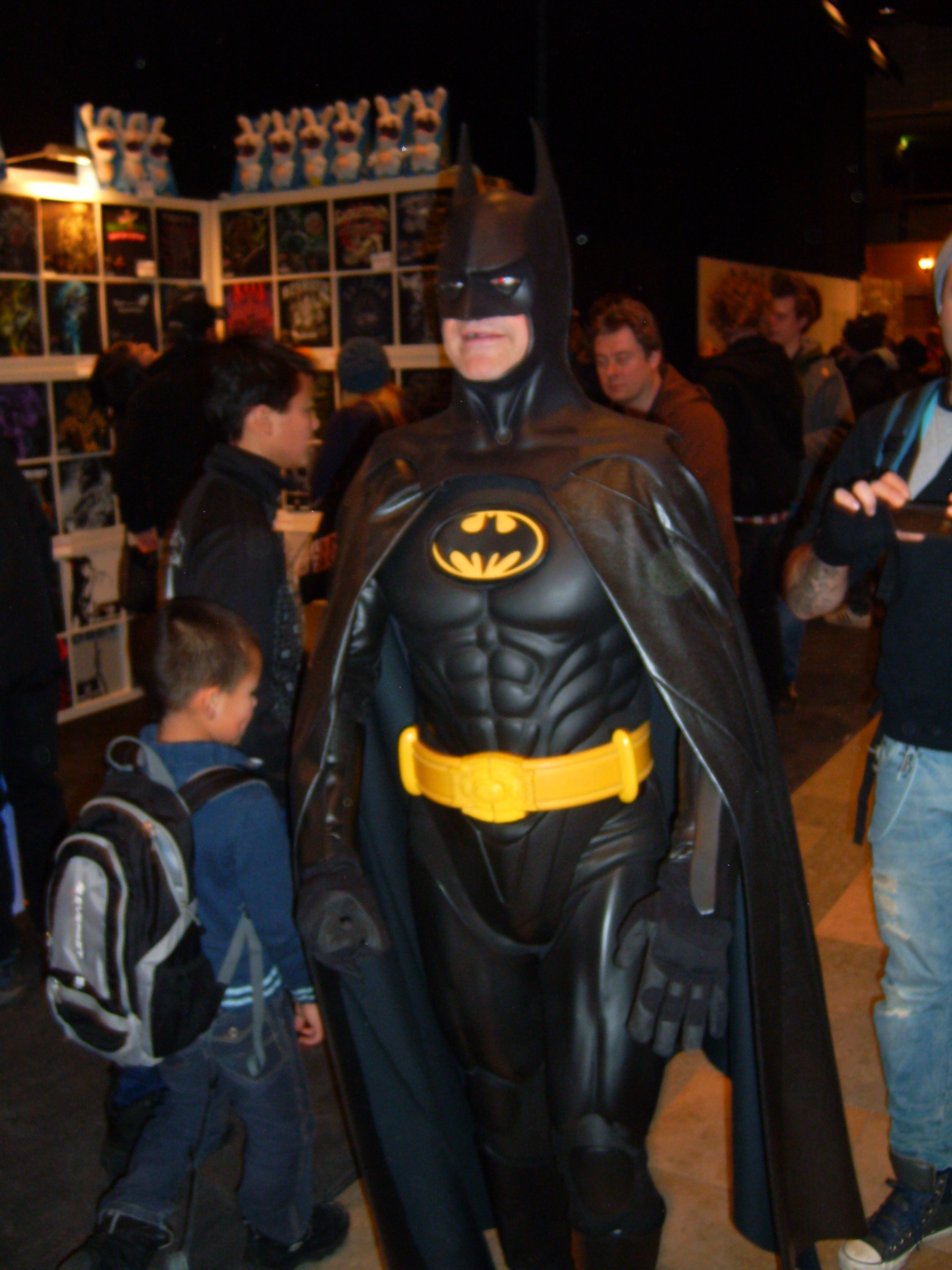
En person utklädd till Batman.

- Maj - I Detective Comics #27 debuterar seriefiguren Batman, skapad av tecknaren Bob Kane och författaren Bill Finger.

### Okänt datum
- Det amerikanska serieförlaget Marvel Comics grundas, under namnet Timely Comics.
- Det amerikanska serieförlaget Archie Comics grundas, under namnet MLJ Comics.
- Karaktären Spökplumpen gör sitt första framträdande i dagsstrippversionen av Musse Pigg.

## Utgivning

### Album
- Kung Ottokars spira (Tintins äventyr)[1]

## Födda
- 16 januari - Jean Van Hamme, belgisk serieförfattare.
- 15 februari - William Van Horn, amerikansk Kalle Anka-tecknare.
- 14 mars - Keiji Nakazawa, japansk serieskapare
- 26 maj - Herb Trimpe, amerikansk serietecknare.
- 8 oktober - Harvey Pekar (död 2010), amerikansk serieskapare.
- 20 november - Copi, eg. Raúl Taborda Damonte (död 1987), argentinsk serieskapare, romanförfattare och dramatiker.

### Fotnoter
1. ↑  ”Tintin”. http://en.tintin.com/albums/show/id/32/page/0/0/king-ottokar-s-sceptre. Läst 12 mars 2011.